# 37-я гвардейская ракетная дивизия
37-я гвардейская ракетная Севастопольская орденов Ленина и Кутузова дивизия — гвардейское ракетное соединение в составе 43-й ракетной армии РВСН Вооружённых сил Союза ССР.
Наименование условное:
- полное — Войсковая часть № 43195;
- сокращённое — в/ч 43195.

## История
Ракетная дивизия сформирована в сентябре 1959 года в селе Мышанка, Гомельской области (БССР) как 22-я гвардейская инженерная бригада РВГК из состава 43-й гвардейской тяжёлой миномётной бригады. В ноябре 1959 года гвардейская дивизия переведена в город Луцк, Волынской области Украинской ССР. 1 июля 1960 года переименована в 37-ю гвардейскую ракетную дивизию в составе 43-й ракетной армии.
В 1981 году в составе дивизии сформирована 308-я отдельная вертолётная эскадрилья (308 овэ) в городе Луцк.
В 1982—1984 годах вместо МБР Р-12 на основное вооружение ракетных полков (по 9 комплексов в каждом) начал поступать подвижной грунтовый ракетный комплекс (ПГРК) РСД-10 «Пионер-УТТХ».
Передана в состав ВС Украины. Расформирована 30 декабря 1992 года согласно директиве Генерального штаба ВС Украины № 115/1/025 от 1 августа 1992 г.

## Состав[2]

### 1959 год
- управление
- 577-й инженерный полк РВГК, (Славута Хмельницкой области);
- 1031-я подвижная ремонтно-техническая база, (Славута Хмельницкой области);
- 576-й инженерный полк РВГК, (Славута Хмельницкой области);
- 1026-я подвижная ремонтно-техническая база, (Славута Хмельницкой области);
- 103-й инженерный полк РВГК, (Каменка-Бугская Львовской области);
- 330-я подвижная ремонтно-техническая база, (Каменка-Бугская Львовской области).

### В 1961—1985 годах
- управление
- 103-й ракетный полк, в/ч 32155, (Червоноград, Львовская область);
- 351-й ракетный полк, в/ч 42683, (Броды, Львовская область);
- 576-й ракетный полк, в/ч 43180, (Луцк, Волынская область);
- 577-й ракетный полк, в/ч 32187 (Луцк, Волынская область);
- 615-й гвардейский ракетный полк, в/ч 43178 (Славута, Хмельницкая область).

### Части специальных войск и тыла
- 309-я отдельная вертолётная эскадрилья, в/ч 01268;
- 330-я ремонтно-техническая база (придана 103-му ракетному полку);
- 944-я ремонтно-техническая база (придана 351-му ракетному полку);
- 988-я ремонтно-техническая база (придана 615-му ракетному полку);
- 1026-я ремонтно-техническая база (придана 576-му ракетному полку);
- 103-я ремонтно-техническая база (придана 577-му ракетному полку);
- 3501-я техническая ракетная база;
- N-ский отдельный инженерно-сапёрный батальон (в/ч 01284);
- 740-й узел связи (в/ч 34500).

## Вооружение
- Р-12 (8К63)
- РСД-10 «Пионер-УТТХ» (15П653) (15Ж53)

## Командиры дивизии
- генерал-майор Фадеев Валентин Илларионович (30 декабря 1959—1965)
- генерал-майор Воробьёв Константин Михайлович (1965—1970)
- генерал-майор Дегтеренко Павел Григорьевич (1970—1973)
- генерал-майор Герасимов Владимир Иванович (август 1973 — февраль 1976)
- генерал-майор Баранов Владимир Лукич (февраль 1976 — август 1981)
- генерал-майор Похмурый Павел Иванович (август 1981 — 15 декабря 1986)
- генерал-майор Юдин Николай Владимирович (15 декабря 1986—1992)